# Muy despacito
«Muy despacito» es una canción y sencillo del grupo musical de Argentina Los Piojos. La canción está incluida en el segundo álbum de estudio titulado Ay ay ay del año 1994. La letra es de Andrés Ciro Martínez (vocalista del grupo) y la música de Andrés Ciro Martínez y Piti Fernández. Es una de las canciones más aclamadas por los fanes.
La canción cuenta con dos versiones, la original cantada en estudio, y la otra es cantada en vivo donde es la canción número 8 del primer disco de Huracanes en luna plateada. También hay una versión en el disco que recopila las actuaciones de los grupos que se presentaron en el Festival de las Madres de Plaza de Mayo en el Estadio de Ferro en el año 1997.

## Letra
La canción está dedicada por el líder del grupo Andrés Ciro Martínez a su padre fallecido. Narra la experiencia que vivía Ciro cada vez que iba a visitar a su padre que estaba internado en un psiquiátrico, hasta que muere.
El padre de Andrés Ciro Martínez era médico endocrinólogo y se enfermó al tener una profesión donde no siempre encontraba una cura a sus pacientes.